# Golpájegán megye

Iszfahán tartomány megyéinek elhelyezkedése

Golpájegán megye (perzsául: شهرستان گلپایگان) Irán Iszfahán tartományának egyik nyugati megyéje az ország középső részén. Keleten Sáhinsahr és Mejme megye, délkeleten Nadzsafábád megye, délen és délnyugaton Hánszár megye, nyugatról Markazi tartomány határolják. Székhelye a 47 000 fős Golpájegán városa. Második legnagyobb városa a közel 10 000 fős Golshahr. A megye lakossága 82 601 fő. A megye egy kerületet foglal magába, amely a Központi kerület.

## Fordítás
- Ez a szócikk részben vagy egészben  a   Golpayegan County című angol Wikipédia-szócikk ezen változatának fordításán alapul.  Az eredeti cikk szerkesztőit annak laptörténete sorolja fel. Ez a jelzés csupán a megfogalmazás eredetét és a szerzői jogokat jelzi, nem szolgál a cikkben szereplő információk forrásmegjelöléseként.